# Lövbinda

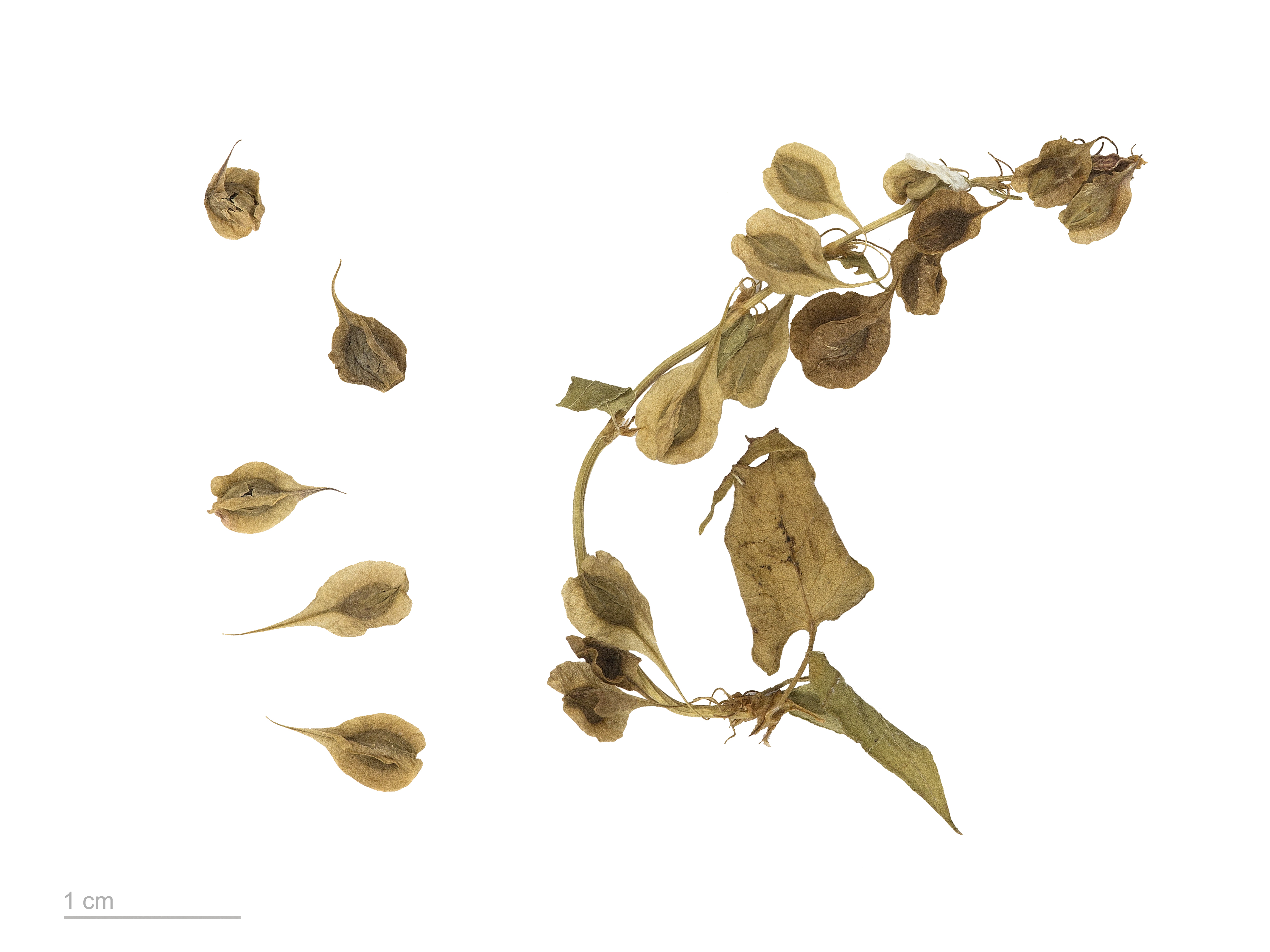
Fallopia dumetorum

Lövbinda (Fallopia dumetorum) är en växtart i familjen slideväxter. 